# Espiet
Espiet é uma comuna francesa na região administrativa da Nova Aquitânia, no departamento da Gironda. Estende-se por uma área de 6,8 km². Em 2010 a comuna tinha 799 habitantes (densidade: 117,5 hab./km²).